# Kelly Key
Kelly Key, pseudonimo di Kelly de Almeida Afonso Freitas (Rio de Janeiro, 3 marzo 1983), è una cantante brasiliana con cittadinanza portoghese.

## Biografia
Ha esordito sulla scena musicale nel 2001. I testi di diverse sue canzoni affrontano esplicitamente tematiche legate al sesso. Nel 2002 ha inciso un album in lingua spagnola.
Kelly Key è anche nota per essere un'attivista dei diritti LGBT.

## Discografia
Album studio
- 2001 - Kelly Key
- 2003 - Do meu jeito
- 2005 - Kelly Key
- 2006 - Por que não?
- 2008 - Kelly Key
- 2015 - No controle

Album live
- 2004 - Kelly Key - Ao vivo

Raccolte
- 2002 - Remix Hits
- 2007 - 100% Kelly Key

Altri album
- 2002 - Kelly Key en español